# Kamienica przy ulicy Kiełbaśniczej 3-4 we Wrocławiu
Kamienica przy ulicy Kiełbaśniczej 3-4 – kamienice o średniowiecznym rodowodzie znajdujące się przy ul. Kiełbaśniczej we Wrocławiu, będące połączone pasażem z przyrynkową kamienicą Pod Niebieskim Słońcem i jej oficynami.  

## Historia kamienicy
Zabudowa murowana na posesji nr 3 i 4 pojawiła się przy ulicy już w końcu XIII wieku. Pierwotnie były to dwie oddzielne kamienice. Pod koniec XIV wieku kamienice nr 2 i 3 były kamienicami dwuskrzydłowymi z wąską sienią przejazdową pośrodku płytkich skrzydeł frontowych. W 1902 roku szczytowe kamienice nr 4 i 3 zostały połączone i otrzymały dwie podobne fasady stylizujące na secesyjny barok. 

## Po 1945 roku
Budynki zostały wyremontowane w latach 1986-1988. Obecnie są to trzykondygnacyjne, trzyosiowe budynki z dwukondygnacyjnym szczytem. 